# マシュー・ペリー (俳優)
マシュー・ペリー（Matthew Perry, 1969年8月19日 - 2023年10月28日）は、アメリカ合衆国の俳優。マサチューセッツ州出身。本名︰マシュー・ラングフォード・ペリー（Matthew Langford Perry）。身長185cm。

## 経歴

### 子供時代
ジャーナリストでピエール・トルドーの秘書でもあったカナダ人の母と、アメリカ人俳優のジョン・ベネット・ペリーの間に生まれる。カナダとアメリカの両方の市民権を持っている。彼が1歳の誕生日を迎える前に両親は離婚し、以後カナダのオンタリオ州で育つ。
学生時代はカナダのトップクラスのジュニアテニスプレーヤーで、プロを目指していたが、15歳の時、ロサンゼルスに住む俳優である父の元に引越したことがきっかけで、演技に興味を持ち始める。

### 俳優として

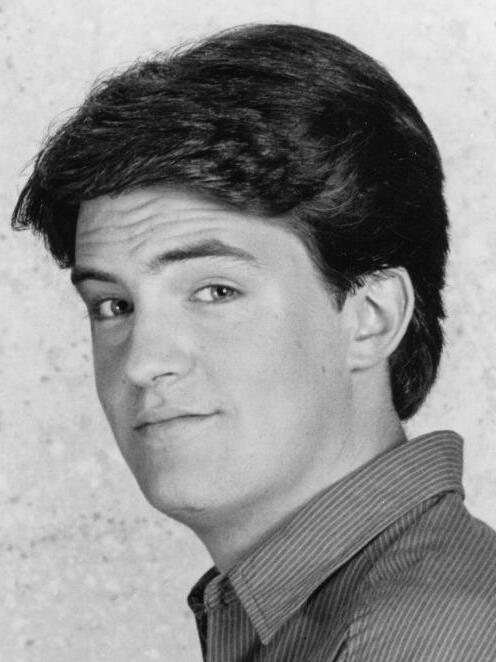
『セカンド・チャンス』宣材写真（1987年）

1987年のテレビシリーズ『Second Chance』でデビューし、1994年から放送が始まったテレビドラマ『フレンズ』で主人公の1人であるチャンドラー・ビング役を演じ有名になった。
2022年11月に回顧録を出版。『フレンズ』で役を得るに至った経緯や、アルコールやバイコディンなどの薬物への依存症と苦闘してきた人生について、その詳細を明らかにした。

### 薬物依存症などについて
アルコールを初めて飲んだのは14歳の時。鎮痛剤への依存はジェットスキーの事故（1997年）で負傷した際に処方されたのがきっかけ。2018年には、オピオイドの乱用で腸が破裂。昏睡状態が2週間続き、ECMOにつながれた。医師が家族に告げたところによると、その時点における生存確率は2％。その後9か月間は人工肛門と排泄用のバッグを使用。2020年に受けた手術の際にはプロポフォールを投与され、心臓が5分間停止。心肺蘇生法によって回復したが、肋骨を8本折る重傷を負った。依存症を断ち切るために費やした費用は少なく見積もっても700万ドル以上、断酒会への参加は約6000回、リハビリ施設には15回入り、精神病院にも入院。そして30年にわたり週2回のセラピーも受けていた。それでもなかなか断ち切れない依存症の恐ろしさについて、同じく薬物依存に苦しんだロバート・ダウニー・Jr.の次の言葉が自分にはよく分かると述べている。「（ドラッグへの依存は）口の中にショットガンを突っ込んで引き金に指を掛けてるようなものだ。その金属の味が堪らないんだ」。

### 死去
2023年10月28日、ロサンゼルスの自宅のジャグジーで死去。54歳没。
TMZの報道によると、マシューは同日の早朝に2時間のピックルボールをした後、助手を用事に送り出した。助手が2時間後に戻ると、マシューは既に意識不明の状態となっていたため、警察を呼んだ後に死亡が確認された。司法機関は自宅の浴槽での溺水のようであるとメディアに伝えた。
同年12月、死因は麻酔薬ケタミンの急性作用だったと発表された。
2024年8月15日、ケタミンの過剰摂取に関わったとして、ロサンゼルスの連邦地検は医師、ペリーの秘書、麻薬密売人ら5人を訴追した。同年10月2日、起訴された2人の医師のうち1人が、他の患者の処方箋でケタミンを入手する不正行為を行ったことを認めた。

## 主な出演作

### 映画
- ジミー さよならのキスもしてくれない A Night in the Life of Jimmy Reardon （1988年）
- 愛さずにはいられない Fools Rush In （1997年）
- スリー・トゥ・タンゴ Three to Tango （1999年）
- 隣のヒットマン The Whole Nine Yards （2000年）
- エリザベス・ハーレーの明るい離婚計画 Serving Sara （2002年）
- 隣のヒットマンズ 全弾発射 The Whole Ten Yards （2004年）
- セブンティーン・アゲイン 17 Again （2009年）

### テレビ
- 愉快なシーバー家 Growing Pains 第4シーズン第11話、第15話、第20話 （1985年）
- ビバリーヒルズ高校白書 Beverly Hills, 90210 第1シーズン第20話『殺意の季節』 （1991年）
- フレンズ Friends （1994年 - 2004年）
- ザ・シンプソンズ The Simpsons （2001年） 声の出演
- アリー my Love Ally McBeal 第5シーズン第16話『自立した女』、第5シーズン第17話『恋人たちのバトル』 （2002年）
- ザ・ホワイトハウス The West Wing 第4シーズン第20話、第21話 （2003年）
- 先生はあきらめない～ロン・クラーク物語 The Ron Clark Story （2006年） - エミー賞候補
- グッド・ワイフ The Good Wife （2012年 - 2013年）
- グッド・ファイト The Good Fight （2017年）
- フレンズ: ザ・リユニオン Friends: The Reunion （2021年）

## エピソード
- 映画『愛さずにはいられない』（1997年）では、父親で俳優のジョン・ベネット・ペリーが、ペリー演じるアレックスの父親役で共演している。
- 一時、薬物（処方薬）依存とアルコール依存に悩まされた時期があり、2001年には歯の痛み止めの薬物中毒になりリハビリ施設にも入った[11]。この間『フレンズ』の放送および映画『隣のヒットマン』（2000年）の撮影は中断され、『フレンズ』復帰後の初回は椅子に座ったままであった[12]。
- 右手中指の一部が欠損している。これは幼少時にドアに手を挟まれたためである[13]。
- テレビシリーズ『愉快なシーバー家』でシーバー家の長女キャロルの恋人サンディを演じた。最後は飲酒運転で交通事故死をして降板という設定だった。その回のエピソードが終わった後、キャロルの兄役で主役のカーク・キャメロンが役ではない本人自身として視聴者に向けて「飲酒運転は絶対にいけない」というコメントをしている。しかし数年後、キャロル役のトレイシー・ゴールドが飲酒運転による交通事故で家族に重傷を負わせてしまった。ペリー自身も2000年と2001年に交通事故を起こしているが、後者の際には「ドラッグもアルコールも関係していない」と説明された[14]。